# Карабая (провинция)
Карабая (исп. Provincia de Carabaya, кечуа Kallawaya pruwinsya) — одна из 13 провинций перуанского региона Пуно. Площадь составляет 12 266,4 км². Население — 73 946 человек; плотность населения — 6,03 чел/км². Столица — город Макусани.

## География
Граничит с провинциями: Сандия (на востоке), Мельгар и Асангаро (на юге), Сан-Антонио-де-Путина (на юго-востоке), а также с регионами Мадре-де-Дьос (на севере) и Куско (на западе).

## Административное деление
В административном отношении делится на 10 районов:
- Ахояни
- Аяпата
- Коаса
- Корани
- Крусеро
- Итуата
- Макусани
- Ойячеа
- Сан-Габан
- Усикайос